# Adraga dimidiata
Adraga dimidiata är en tvåvingeart som beskrevs av James 1977. Adraga dimidiata ingår i släktet Adraga och familjen vapenflugor. Inga underarter finns listade i Catalogue of Life.